# リーマ (小惑星)
リーマ (1025 Riema) は小惑星帯にある小惑星。カール・ラインムートがハイデルベルクのケーニッヒシュトゥール天文台で発見した。
ドイツの天文学者、ヨハンネス・リームに因んで名付けられた。